# Trioleneae
Trioleneae je  tribus iz porodice melastomovki, dio potporodice Melastomatoideae.

## Opis tribusa
Novo je opisano pleme u porodici melastomovki, koje obuhvaća rodove Monolena i Triolena.  Dva roda Trioleneae zajednički se pojavljuju u južnom Meksiku, Srednjoj Americi, podnožju Anda i zapadnoj Amazoniji, pri čemu se Monolena i Triolena sastoje od 16 odnosno 27 vrsta.

## Rodovi
1. Monolena Triana (16 spp.)
2. Triolena Naudin (26 spp.)